# Bolborhachium scopulum
Bolborhachium scopulum är en skalbaggsart som beskrevs av Henry Fuller Howden 1985. Bolborhachium scopulum ingår i släktet Bolborhachium och familjen Bolboceratidae. Inga underarter finns listade.